# BNR Laat
BNR Laat was tot 1 juli 2007 een dagelijks 'late-night'-nieuwsprogramma met nieuws, debat, diepgang, interviews en achtergronden op BNR Nieuwsradio. BNR Laat werd uitgezonden van maandag tot en met donderdag van 23:00 tot 00:00.
Presentatoren van BNR Laat waren Bernard Hammelburg, Frederique de Jong, Jeroen Smit, Paul van Liempt en Yoeri Albrecht.
BNR Laat nodigde iedere avond een gast uit die midden in het nieuws staat. Vaste elementen in BNR Laat waren verder: het krantenoverzicht, een samenvatting van de beurshandel en het bedrijfsnieuws in de VS, en het laatste nieuws van die avond op het gebied van sport, cultuur, binnen- en buitenland door het team van verslaggevers en correspondenten van BNR Nieuwsradio.
Op zondag was er een speciaal magazine. De zondagversie van BNR Laat (getiteld 'BNR Laat op Zondag') werd uitgezonden van 17:00 tot 19:00 uur. Hierin zijn elke week spraakmakende gasten te horen op het gebied van sport, politiek, en cultuur.
De eindredactie was in handen van Kasper Kooij en Gerd de Smyter, de techniek was onder andere in handen van huidig Slam!FM diskjockey Daniël Lippens.